# St. Peter und Paul (Aich)

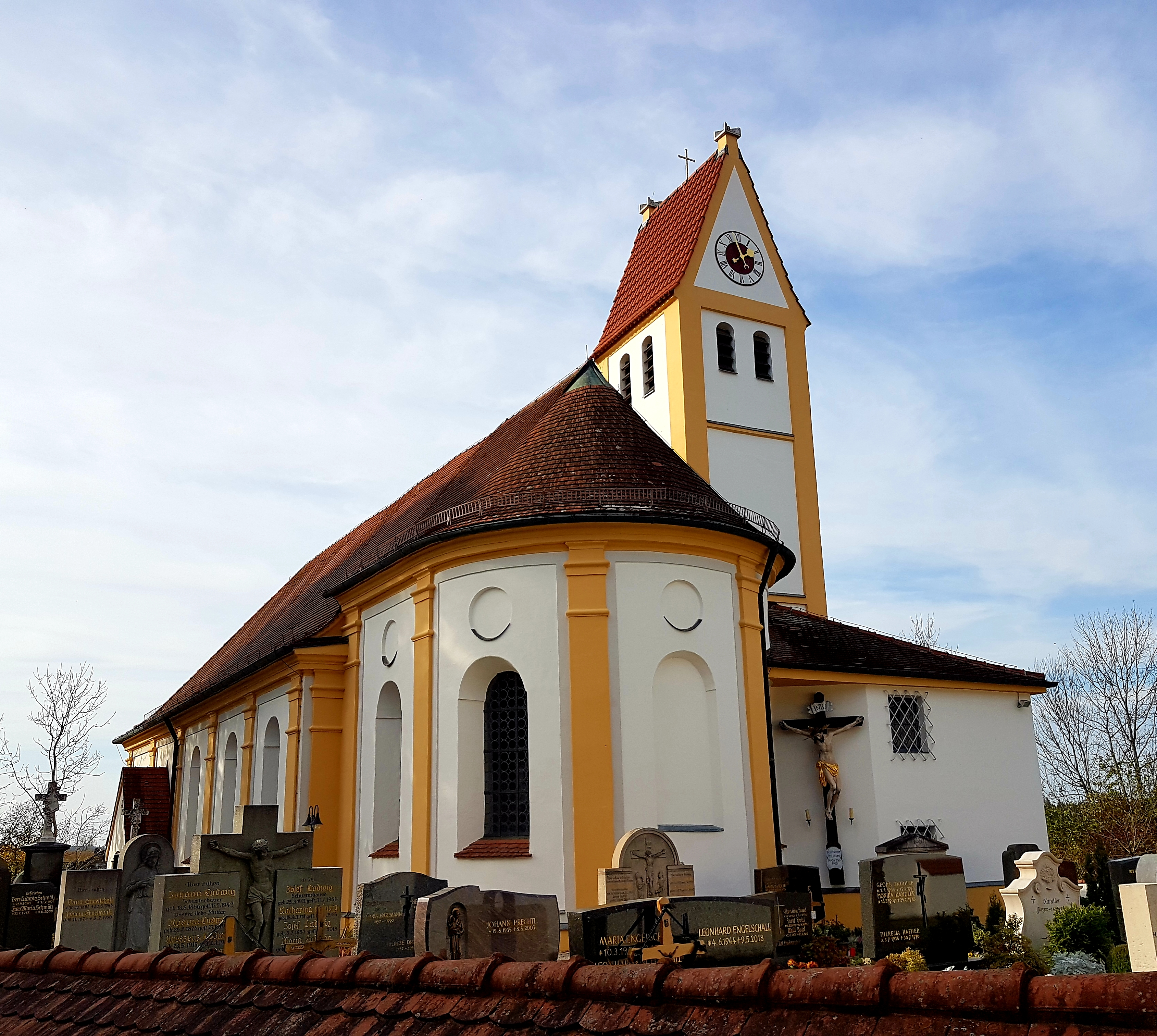
St. Peter und Paul in Aich

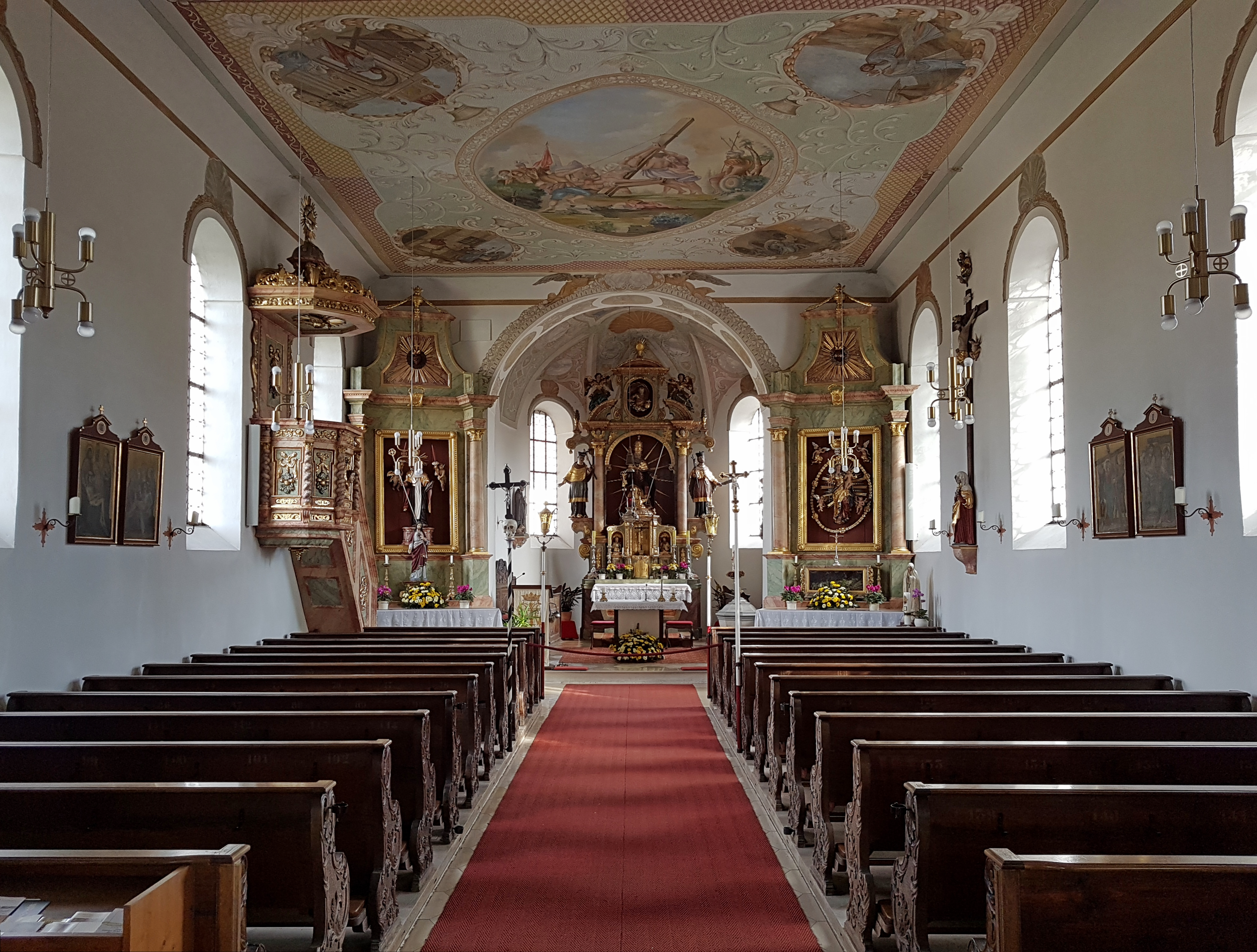
St. Peter und Paul, Innenraum mit Blick zum Chor

Die römisch-katholische Kuratiekirche St. Peter und Paul steht in Aich, einem Stadtteil von Fürstenfeldbruck im oberbayerischen Landkreis Fürstenfeldbruck. Das Bauwerk ist als Baudenkmal unter der Nr. D-1-79-121-44 eingetragen. Die Kirche gehört zum Erzbistum München und Freising.

## Beschreibung
Die Saalkirche wurde um 1730 erbaut. Sie besteht aus einem Langhaus, das 1920 um zwei Joche nach Westen verlängert wurde, einem eingezogenen, halbrund geschlossenen Chor im Osten, deren Außenwände mit Pilastern gegliedert sind, und einem im Kern beibehaltenen spätgotischen Chorflankenturm an der Nordwand des Chors, dessen oberstes Geschoss den Glockenstuhl mit drei Kirchenglocken beherbergt. Zwischen seinen Giebeln befindet sich ein Satteldach. An der Spitze der Giebel befinden sich Zinnen. Die Zifferblätter der Turmuhr sind an den Giebeln angebracht. 
Der Hochaltar wurde um 1670 aufgestellt. Er wird flankiert von den Statuen des Simon Petrus, des Franz Xaver und des Johannes Nepomuk.

## Orgel

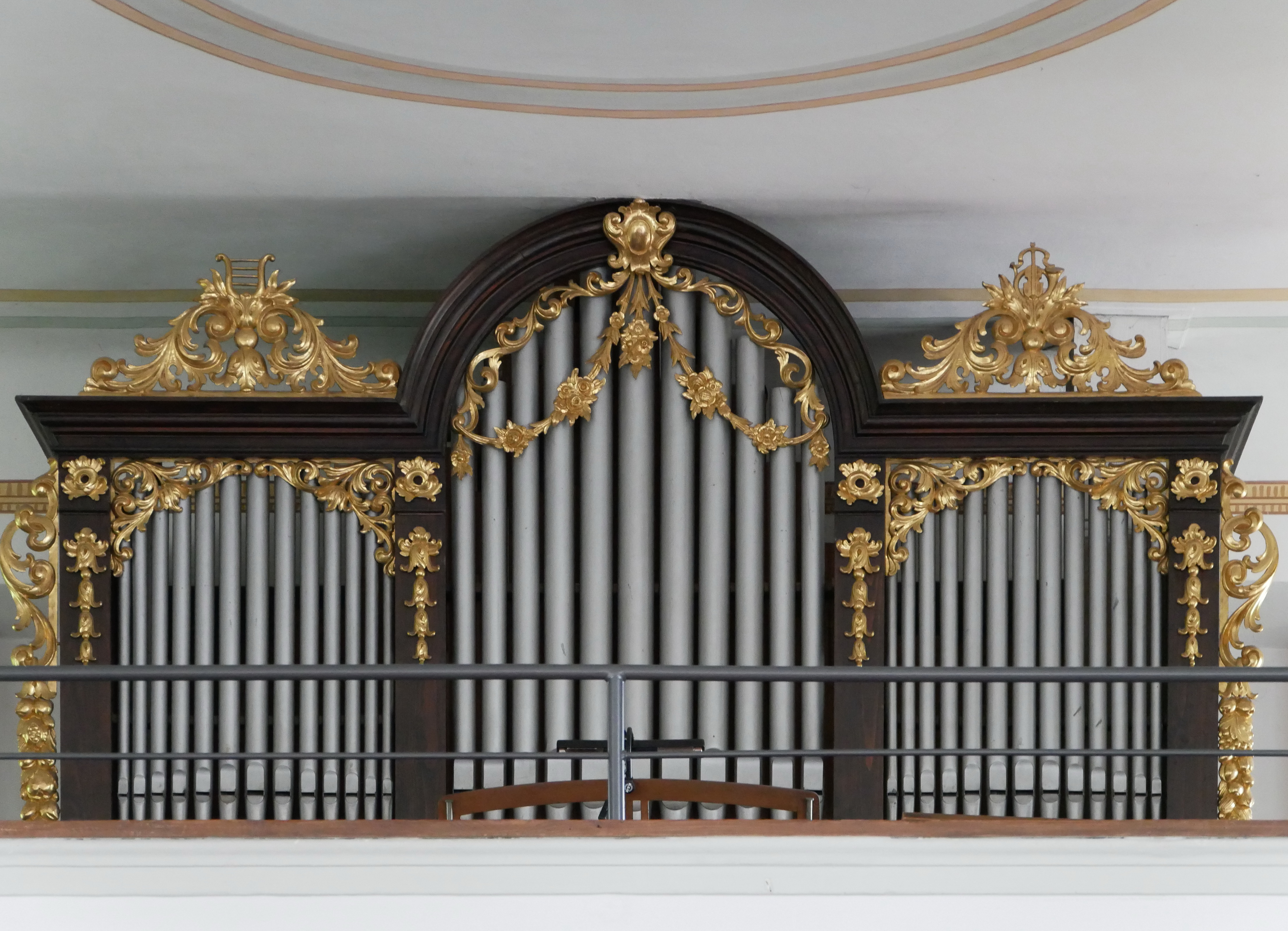
Orgel

Die pneumatische Kegelladen-Orgel mit 13 Registern auf zwei Manualen und Pedal wurde 1926 von Julius Zwirner im neubarocken Gehäuse der Vorgängerorgel von Max Geiger aus dem Jahr 1879 erbaut. Die Disposition lautet:
| I Manual C–f3 |       |
| Principal     | 8′    |
| Flöte         | 8′    |
| Dolce         | 8′    |
| Octav         | 4′    |
| Mixtur III    | 2 ⁄3′ |

| II Manual C–f3 |    |
| Gamba          | 8′ |
| Gedackt        | 8′ |
| Aeoline        | 8′ |
| Vox coelestis  | 8′ |
| Traversflöte   | 4′ |

| Pedal C–d1 |     |
| Subbaß     | 16′ |
| Zartbaß    | 16′ |
| Cello      | 08′ |

- Koppeln: II/I, I/P, II/P, Superoktavkoppel II/I, Suboktavkoppel II/I
- Spielhilfen: Crescendo